# Emil Handschin
Emil Handschin, född 19 mars 1928 i Crans-Montana, död i Basel den 27 maj 1990, var en schweizisk ishockeyspelare. Handschin blev olympisk bronsmedaljör i ishockey vid vinterspelen 1948 i Sankt Moritz. Under hela sin aktiva karriär, 1945–1962, spelade han i klubblaget EHC Basel.
Handschin spelade sammanlagt sjutton olympiska matcher med Schweiz, i vilka han gjorde fyra mål. Han spelade även i flera upplagor av Världsmästerskapet i ishockey. Det var på den tiden som europamästerskapet i ishockey avgjordes i samband med VM. Handschin vann brons i världsmästerskapen med det schweiziska laget 1950 och 1951 och som bästa europeiska nation så vann Schweiz Europamästartiteln för fjärde gången 1950 och silver 1951. Även 1953 på hemmaplan spelade Handschin i det schweiziska lag som kammade hem bronsmedaljen i världsmästerskapet, men de fick nöja sig med en bronspeng även i de europeiska mästerskapet då man fick se sig slagna av Västtyskland och Sverige samtidigt som de nordamerikanska lagen floppade.
Efter karriären utbildade sig Handschin till rörmokare och bildade eget företag 1962. Företaget finns kvar och bär hans namn även idag (2024).